# Off the Wall
Off the Wall é o quinto álbum de estúdio do artista musical estadunidense Michael Jackson, lançado em 10 de agosto de 1979 através da Epic Records. Foi o primeiro álbum de Jackson lançado pela Epic e o primeiro produzido por Quincy Jones, que ele conheceu enquanto trabalhava no filme The Wiz (1978). Vários críticos observaram que Off the Wall foi criado a partir de elementos disco, pop, funk, R&B, soft rock e baladas da Broadway. Seus temas líricos incluem escapismo, libertação, solidão, hedonismo e romance. O álbum conta com contribuições de composições de Stevie Wonder, Paul McCartney, Rod Temperton, Tom Bahler e David Foster, além de três faixas escritas pelo próprio Jackson.
Entre 1972 e 1975, Jackson lançou um total de quatro álbuns de estúdio solo pela Motown, como parte da franquia The Jackson 5. Antes de gravar seu álbum seguinte, Jackson desejava criar um disco que não soasse como um disco dos Jacksons, mas que demonstrasse liberdade criativa e individualismo. Embora Off the Wall tenha sido uma reintrodução de Jackson, o álbum foi lançado logo após a infame Disco Demolition Night, o que aumentou a crescente reação contra o domínio da música disco nas paradas. Apesar disso, o álbum se tornou o projeto de Jackson com o melhor desempenho na tabela Billboard Top LPs & Tapes, liderou o gráfico Top Black Albums por 16 semanas e foi o álbum mais vendido de 1980 nos Estados Unidos
Off the Wall foi um enorme sucesso de crítica, sendo considerado um afastamento significativo dos trabalhos anteriores de Jackson para a Motown e aclamado como um grande avanço para ele. Cinco singles foram lançados do álbum; Off the Wall produziu os grandes sucessos "Don't Stop 'Til You Get Enough" e "Rock with You", que alcançaram o topo da Billboard Hot 100. Com os singles seguintes "Off the Wall" e "She's Out of My Life" também chegando ao top dez da parada estadunidense, Jackson tornou-se o primeiro artista solo a figurar quatro singles de um mesmo álbum no top dez da Hot 100. Em retrospectiva, os críticos musicais saudaram o álbum como um lançamento marcante da era disco.
Off the Wall vendeu mais de 20 milhões de cópias mundialmente, configurando-se com um dos álbuns mais vendidos de todos os tempos. Em 2021, recebeu o certificado de 9× platina da Recording Industry Association of America (RIAA). O álbum permanece sendo elogiado como um dos melhores álbuns de todos os tempos, com alguns críticos o aclamando como o melhor álbum de Jackson. No Grammy Awards de 1980, foi controversamente indicado para apenas duas categorias, com Jackson vencendo o prêmio de Melhor Performance Vocal Masculina de R&B por "Don't Stop 'Til You Get Enough". Off the Wall venceu os prêmios de Álbum Favorito de R&B/Soul nas edições de 1980 e 1981 do American Music Awards. Em 2008, inserido no Grammy Hall of Fame e incluído na lista dos 200 Álbuns Definitivos no Rock and Roll Hall of Fame.
Em outubro de 2001, Off the Wall foi relançado em uma edição especial pela Sony Music com entrevistas especiais e as versões originais de "Don't Stop 'Til You Get Enough" e "Workin' Day and Night".

## Temática
Primeiro álbum gravado pelo cantor em idade adulta, o disco marcou o afastamento de Jackson de seus trabalhos anteriores da Motown. Diversos críticos observaram que Off the Wall era composto por baladas de funk, disco-pop, soul, soft rock, jazz e pop. A mistura de rhythm and blues e discothèque ouvida no álbum causou furor entre o público e a imprensa especializada. Divergindo dos discos que havia gravado até então pela Motown, Michael abandonou os temas infantis e passou a cantar histórias comuns a jovens como ele, que estava com 21 anos. Nas dez faixas do álbum, o astro canta sobre solidariedade, auto-estima, trabalho e relacionamentos; sempre abusando dos falsetes vocais, com timbres moderados e muita sensualidade — artifícios pouco explorados nas gravações anteriores do cantor.
Foram filmados videoclipes para a divulgação dos singles "Don't Stop 'Till You Get Enough", "Rock With You" e "She's Out Of My Life". O conceito dos videos eram pouco ousados, nada comparável ao que o astro produziria nos anos 80 e 90. Ainda assim, contribuíram para o sucesso das faixas. Quando a balada "She's Out Of My Life" foi lançada como compacto, em abril de 1980, pouco depois do sucesso da faixa-título do álbum, Jackson se tornou o primeiro cantor a colocar quatro músicas de um mesmo álbum entre as dez mais tocadas tanto no Reino Unido quanto nos Estados Unidos.

## Antecedentes
A partir de 1972, Michael Jackson lançou os quatro primeiros álbuns de estúdio de sua carreira solo, pelo selo da Motown, "Got to Be There" (1972), "Ben" (1972), "Music & Me" (1973) e "Forever, Michael" (1975). Foram lançados como parte da "franquia" The Jackson 5, e renderam singles bem-sucedidos como "Got to Be There", "Ben" e uma regravação de "Rockin' Robin", de Bobby Day. As vendas do Jackson 5, no entanto, começaram a declinar em 1973, e os membros da banda acabaram por se irritar com a recusa peremptória da Motown em lhes permitir contribuir ou assumir o controle criativo de seu trabalho. Embora o grupo tenha gravado diversos hits chegaram aos Top 40, incluindo o single "Dancing Machine", que chegou a ficar entre as cinco primeiras posições, e "I Am Love", que ficou entre as 20 primeiras, os integrantes do Jackson 5 (com a exceção de Jermaine Jackson) acabaram abandonando a gravadora em 1975. A banda assinou um novo contrato com a CBS Records em junho de 1975, primeiro fazendo parte da divisão Philadelphia International Records, e depois da Epic Records. Como resultado de disputas legais, o grupo passou a se chamar The Jacksons. Após a mudança de nome, o grupo continuou a fazer turnês internacionais, e lançou seis outros álbuns entre 1976 e 1984. Durante este período Michael Jackson foi o principal compositor do grupo, sendo o autor ou co-autor de sucessos como "Shake Your Body (Down to the Ground)", "This Place Hotel" e "Can You Feel It".
Em 1978 Jackson estrelou como o Espantalho no musical para o cinema The Wiz. As partituras do musical foram arranjadas por Quincy Jones, que formou uma parceria com Jackson durante a produção do filme, e ofereceu-se para produzir o álbum solo do cantor. Jackson dedicou-se ao papel, e assistiu a vídeos de animais selvagens como leopardos, gazelas e guepardos para aprender seus movimentos graciosos. Jones lembrou-se de trabalhar com Jackson como uma de suas experiências favoritas de The Wiz, e mencionou a sua dedicação ao papel, comparando seu estilo de atuação com o de Sammy Davis, Jr. Os críticos, no entanto, criticaram severamente o filme após seu lançamento, em outubro de 1978; a performance de Jackson como o Espantalho foi um dos únicos momentos do filme a receber críticas positivas de maneira unânime, com comentários que diziam que Jackson possuía um "genuíno talento para atuar" e "fornecia os únicos momentos genuinamente memoráveis". O próprio Jackson comentou, a respeitou do filme: "Não acho que poderia ter sido melhor, realmente não." Em 1980 Jackson declarou que o período que passou trabalhando em The Wiz foi "minha maior experiência até hoje… nunca esquecerei aquilo."
Em 1979 Jackson quebrou o nariz durante um movimento complexo de dança. A cirurgia de rinoplastia que ele realizou como decorrência disto não foi bem-sucedida, e ele passou a se queixar de dificuldades de respiração que afetariam sua carreira posteriormente. Foi encaminhado então a Steven Hoefflin, médico responsável por sua segunda rinoplastia, bem como suas cirurgias posteriores.

## Produção
Ao iniciar o projeto, Off the Wall, Michael Jackson não tinha certeza do que queria como resultado final; apenas que não queria outro disco que soasse como os Jacksons. Jackson queria mais liberdade criativa, algo que não lhe tinha sido permitido nos álbuns anteriores. Jones e Jackson produziram em conjunto o álbum, cujas faixas foram compostas por Jackson, Rod Temperton (da banda Heatwave), Stevie Wonder e Paul McCartney. Todas as sessões de gravação ocorreram em estúdios no condado de Los Angeles. As faixas rítmicas e vocais foram gravadas no Allen Zentz Recording, os sopros em Westlake Audio, e as cordas no Cherokee Studios, em West Hollywood. Após as sessões iniciais, a mixagem de áudio foi feita pelo engenheiro e vencedor de Grammy Bruce Swedien, no mesmo Westlake Audio, e as fitas originais foram enviadas para o A&M Recording Studio, também em L.A., para masterização. Swedien iria também mixar as sessões de gravação para o álbum seguinte de Jackson, seu trabalho mais conhecido, Thriller. Jones comentou que, à primeira vista, achou Jackson muito introvertido, tímido e pouco seguro.
"She's out of My Life" foi composta por Tom Bahler três anos antes; ao saber que Jackson a teria ouvido e gostado, Quincy Jones permitiu que a usasse no álbum. Jones chamou Rod Temperton para compor três canções, das quais pretendia selecionar uma juntamente com Jackson - As faixas "Rock With You", "Off the Wall", "Burn This Disco Out" — porém Michael gostou tanto de todas que decidiu incluir as três na lista final. Jackson passou uma noite toda acordado aprendendo as letras das canções, em vez de lê-las do papel; e terminou os vocais das três em duas sessões de gravações. Temperton experimentou um enfoque diferente em seu método de composição após passar algum tempo pesquisando o contexto do estilo musical de Michael, e misturou seus segmentos harmônicos tradicionais com a ideia de acrescentar melodias com notas mais curtas, mais apropriadas ao estilo agressivo do cantor. Jackson teria composto "Don't Stop 'til You Get Enough" após cantarolar a melodia casualmente em sua cozinha. Após ouvirem centenas de canções, Jackson e Jones escolheram um grupo, contendo as que seriam gravadas. Em retrospecto, Quincy Jones acredita que diversos riscos foram tomados na produção de Off the Wall e na escolha final das faixas que foram para o álbum.
Uma atenção especial foi dedicada à capa do álbum, que mostra Jackson sorrindo, vestindo um smoking e suas meias características. Seu empresário à época declarou que "o smoking era o plano geral para o pacote e o projeto de Off the Wall. O smoking foi nossa ideia, as meias foram de Michael."

## Lista de faixas
Créditos adaptados do encarte de Off the Wall.
| N.º | Título                                             | Compositor(es)                    | Produtor(es)             | Duração |  |
| 1.  | "Don't Stop 'Til You Get Enough"                   | Michael Jackson                   | Quincy Jones Jackson [A] | 6:05    |  |
| 2.  | "Rock with You"                                    | Rod Temperton                     | Jones                    | 3:40    |  |
| 3.  | "Workin' Day and Night"                            | Jackson                           | Jones Jackson [A]        | 5:14    |  |
| 4.  | "Get on the Floor"                                 | Jackson Louis Johnson             | Jones Jackson [A]        | 4:39    |  |
| 5.  | "Off the Wall"                                     | Temperton                         | Jones                    | 4:06    |  |
| 6.  | "Girlfriend"                                       | Paul McCartney                    | Jones                    | 3:05    |  |
| 7.  | "She's Out of My Life"                             | Tom Bahler                        | Jones                    | 3:38    |  |
| 8.  | "I Can't Help It"                                  | Stevie Wonder Susaye Greene-Bowne | Jones                    | 4:29    |  |
| 9.  | "It's the Falling in Love" (part. de Patti Austin) | David Foster Carole Bayer Sager   | Jones                    | 3:48    |  |
| 10. | "Burn This Disco Out"                              | Temperton                         | Jones                    | 3:40    |  |

| Special Edition Bonus |                                                            |                 |         |  |
| N.º                   | Título                                                     | Compositor(es)  | Duração |  |
| 11.                   | "Quincy Jones Interview 1#"                                |                 | 0:37    |  |
| 12.                   | "Introduction To "Don't Stop 'Til You Get Enough" Demo"    |                 | 0:13    |  |
| 13.                   | "Don't Stop 'Til You Get Enough" (Original Demo From 1978) | Michael Jackson | 4:48    |  |
| 14.                   | "Quincy Jones Interview 2#"                                |                 | 0:30    |  |
| 15.                   | "Introduction To "Workin' Day And Night" Demo"             |                 | 0:10    |  |
| 16.                   | "Workin' Day And Night" (Original Demo From 1978)          | Michael Jackson | 4:19    |  |
| 17.                   | "Quincy Jones Interview 3#"                                |                 | 0:48    |  |
| 18.                   | "Rod Temperton Interview"                                  |                 | 4:57    |  |
| 19.                   | "Quincy Jones Interview 4#"                                |                 | 1:32    |  |

Notas
- ↑A  Significa um co-produtor

## Edição especial
A Epic lançou, em outubro de 2001, uma edição especial de Off The Wall celebrando os 30 anos de carreira solo de Jackson. As gravações demo de "Don't Stop 'Till You Get Enough" e "Working Day And Night" foram incluídas como faixas bônus. Entre outras raridades, entrevistas com o compositor Rod Temperton e com o produtor Quincy Jones sobre os bastidores das sessões.
O álbum ainda recebeu capa dura de luxo, com uma imagem diferente da original. O encarte de Off The Wall também foi modificado, incluindo fotografias do acervo pessoal do astro.

## Canções arquivadas
- "Goin' To Rio" (Michael Jackson/Carole Bayer Sager)
- "Thank You For Life" (Michael Jackson)
- "What A Lonely Way To Go" (Autor Desconhecido)
- "Sunset Driver" (Michael Jackson)
- "Under Your Skin" (Michael Jackson)
- "Litte Susie" (Michael Jackson) (versão de 1995 lançada no álbum HIStory)
- "Goodness Knows (???)
- "Sweet Music" (???)
- "Sunflower" (???)
- "Disco Kids" (???)
- In The Life of Chico (Michael Jackson)
- "Got to Find Away Somehow" (Michael Jackson)
- "Susie" (Michael Jackson)
- "We Are The Ones" (Michael Jackson)
- "Ode To Sorrow" (Michael Jackson)
- "Be Not Always" (Michael Jackson) (versão de 1984 lançada no álbum Victory dos Jacksons)

## Prêmios
- 1980 Billboard Awards

1. Cantor R&B
2. Álbum R&B (Off The Wall)

- 1980 American Music Awards

1. Cantor Soul/R&B
2. Álbum Soul/R&B (Off The Wall)
3. Compacto Soul/R&B ("Don't Stop 'Till You Get Enough")

- 1980 Grammy Awards

1. Vocal R&B Masculino ("Don't Stop 'Till You Get Enough")

- 1981 American Music Awards

1. Cantor Soul/R&B
2. Álbum Soul/R&B (Off The Wall)

Confira a relação completa na Lista de premiações de Michael Jackson.

## Desempenho de mercado
Com Off The Wall, Michael conquistou sucesso internacional pela primeira vez como solista. Diferente dos Jackson 5, cuja força era a venda de compactos, o cantor encontrou estabilidade no respeitado mercado de discos se inspirando na banda de rock progressivo Pink Floyd. Até 2006, o álbum era o lançamento de Jackson que permanecera por mais tempo entre os mais vendidos do Reino Unido e dos Estados Unidos.

### Álbum
| Críticas profissionais | Críticas profissionais |
| Avaliações da crítica  | Avaliações da crítica  |
| Fonte                  | Avaliação              |
| ---------------------- | ---------------------- |
| AllMusic               | [ 19 ]                 |
| Blender                | [ 20 ]                 |
| Robert Christgau       | A−                     |
| Q                      | [ 22 ]                 |
| Rolling Stone          | [ 23 ]                 |
| Pitchfork Media        | 10/10                  |
| The Village Voice      | A–                     |

| Paradas (1979 - 2015)                   | Melhor posição |
| --------------------------------------- | -------------- |
| Alemanha (Offizielle Deutsche Charts)   | 25             |
| Austrália (ARIA)                        | 1              |
| Canadá (Billboard)                      | 8              |
| Espanha (PROMUSICAE)                    | 11             |
| Estados Unidos (Billboard 200)          | 3              |
| Estados Unidos (Top R&B/Hip Hop Albums) | 1              |
| Finlândia (Suomen virallinen lista)     | 9              |
| Itália (FIMI)                           | 9              |
| Japão (Oricon)                          | 26             |
| México (Top 100)                        | 49             |
| Noruega (VG-lista)                      | 4              |
| Nova Zelândia (RMNZ)                    | 2              |
| Países Baixos (Dutch Charts)            | 8              |
| Reino Unido (UK Albums Chart)           | 3              |
| Suécia (Sverigetopplistan)              | 26             |
| Suíça (Schweizer Hitparade)             | 27             |
| Paradas (2009)                          | Melhor posição |
| Estados Unidos (Billboard 200)          | 4              |

Confira a relação completa na Lista de álbuns de Michael Jackson.

### Compactos
Nos Estados Unidos, quatro faixas de Off The Wall se tornaram compacto e figuraram entre as dez mais da lista pop da Billboard. O lançamento de um quinto compacto, o da canção "Girlfriend", coube à estratégia local das divisões internacionais da Epic pelo mundo.

#### Estados Unidos
1. 28 de Julho de 1979 :: #01 :: 21 :: Don't Stop 'Till You Get Enough (por 1 semana);
2. 3 de Novembro de 1979 :: #01 :: 24 :: Rock With You (por 4 semanas);
3. 16 de Fevereiro de 1980 :: #10 :: 17 :: Off The Wall;
4. 19 de Abril de 1980 :: #10 :: 16 :: She's Out Of My Life;

#### Reino Unido
1. 15 de Setembro de 1979 :: #03 :: 15 :: Don't Stop 'Till You Get Enough;
2. 24 de Novembro de 1979 :: #07 :: 10 :: Off The Wall;
3. 9 de Fevereiro de 1980 :: #07 :: 11 :: Rock With You;
4. 3 de Maio de 1980 :: #03 :: 09 :: She's Out Of My Life;
5. 26 de Julho de 1980 :: #41 :: 05 :: Girlfriend;

Obs.: na primeira coluna, a data de estreia do compacto na lista dos mais vendidos; na segunda, a posição máxima alcançada; na terceira, o número de semanas na lista; por fim o nome do compacto e, naqueles que atingiram a primeira posição, entre parênteses, quantas semanas estiveram no topo.